# Głąby
Głąby (niem. Glomben) – wieś w Polsce, położona w województwie śląskim, w powiecie lublinieckim, w gminie Herby.
Do 2024 r. miejscowość była przysiółkiem wsi Tanina. W latach 1975–1998 przysiółek administracyjnie należał do województwa częstochowskiego.